# Blue Suede Shoes
Blue Suede Shoes – amerykański utwór rockabilly, napisany i po raz pierwszy nagrany przez Carla Perkinsa w 1955 r., jednak jej najbardziej znanym wykonawcą był Elvis Presley. Uważana jest za jedną z pierwszych piosenek rockabilly łączących elementy bluesa, country i muzyki pop.
W 2004 r. wersja Perkinsa znalazła się na 95. miejscu listy „500 największych piosenek wszech czasów” magazynu Rolling Stone. Z kolei nagranie Elvisa umieszczono na 423 pozycji. W 2010 wersja Presleya przesunęła się na pozycję 430.

## Pochodzenie utworu

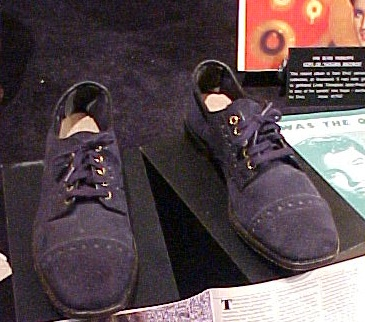

Inspiracją dla stworzenia utworu Blue suede shoes były właśnie blue suede shoes, tzn. buty z niebieskiego zamszu.
Johnny Cash planował nagranie tej piosenki na jesieni 1955 r., w czasie gdy Perkins, Cash, Elvis Presley i inni z Louisiana Hayride występowali w trasie na południu Stanów Zjednoczonych. Cash opowiedział Perkinsowi o czarnoskórym lotniku, którego poznał, gdy służył w Niemczech. Określił on swoje wojskowe buty jako blue suede shoes. Cash zasugerował Carlowi napisanie piosenki o butach. Carl odparł: "Nic nie wiem o butach. Jak mógłbym napisać piosenkę o butach?".
Gdy Perkins grał na potańcówce 4 grudnia, 1955 r., zauważył parę tańczącą blisko sceny. Między utworami Carl usłyszał krzyk: Uh-uh, don't step on my suedes! (ej, ej, nie depcz mi po butach!). Carl spojrzał w dół i zobaczył, że chłopak ma na nogach właśnie blue suede shoes (buty z niebieskiego zamszu), i tak powstał pomysł na najbardziej znaną zwrotkę piosenki.
Jeszcze tej samej nocy piosenkarz zaczął pracować nad utworem opartym na tym wydarzeniu. 17 grudnia 1955 r. została ostatecznie napisana, a dwa dni później po raz pierwszy nagrana.

## Wersja Carla Perkinsa
Piosenkę wydała 1 stycznia 1956 r. wytwórnia Sun Records jako singiel wraz z utworem Honey Don't. Jego dwa egzemplarze zapisane na łatwo tłukących się płytach 78 rpm wysłano Perkinsowi, ale dotarły do niego rozbite. Wkrótce odkrył, że piosenkę wydano na nowszych, nietłukących się płytach 45 rpm, czym był zawiedziony, gdyż nie miał egzemplarza starszego formatu 78 rpm.
Zarówno w Jackson, rodzinnym mieście Perkinsa, jak i w Memphis, stacje radiowe puszczały jedynie Honey Don't. Kiedy jednak dj Bill Randle z Cleveland puścił Blue Suede Shoes w swojej nocnej audycji, zainteresowanie nagraniem było tak wielkie, że jego dystrybutor poprosił wytwórnię o dodatkowe 25 000 egzemplarzy.
Piosenka stała się wielkim przebojem na południu i południowy zachodzie Stanów. 11 lutego singiel znalazł się na drugim miejscu listy przebojów w Memphis, a tydzień później był już numerem jeden i utrzymywał tę pozycję przez kolejne trzy miesiące. Perkins w każdą sobotnią noc wykonywał utwór w lokalnej stacji radiowej w Dallas. Ze względu na duże zainteresowanie singlem sklepy muzyczne w tym mieście zamawiały ogromne ilości egzemplarzy (w jednym tylko sklepie dziennie sprzedano 20 000 płyt).
17 marca 1956 r. Perkins został pierwszym wykonawcą country, który znalazł się na trzecim miejscu listy przebojów rhythm & bluesa. Również tego wieczora wspólnie z zespołem po raz pierwszy wykonał Blue Suede Shoe w telewizji ABC. Przypadkowo tej samej nocy Elvis Presley zaśpiewał ją w telewizji CBS.
24 marca Perkins miał wystąpić w programie The Perry Como Show, ale dwa dni przed występem miał poważny wypadek samochodowy, kiedy wracał wraz z zespołem z Nowego Jorku. W wyniku tego zdarzenia zginął kierowca ciężarówki, a Perkins i jego brat trafili do szpitala. Kiedy piosenkarz wyzdrowiał, Blue Suede Shoe znów stało się numerem jeden na lokalnych listach przebojów muzyki pop, R&B i country. Wspięło się również na drugą pozycję listy Billboard Hot 100.
W połowie kwietnia płyta osiągnęła milion sprzedanych egzemplarzy, co dla Perkinsa oznaczało Złotą Płytę.

## Wersja Elvisa Presleya
Nagrywanie coverów piosenek było standardową praktyką już w latach 40. i 50. Blue Suede Shoe jako jeden z pierwszych utworów wytwórnia RCA chciała powierzyć do nagrania swemu nowemu wykonawcy, Elvisowi Presleyowi. W tym samym czasie Heartbreak Hotel Elvisa i utwór Perkinsa święciły triumfy na listach przebojów. Za pośrednictwem Elvisa, który znał Perkinsa i Phillipsa z czasów, gdy nagrywał w Sun Records, wytwórnia chciała wymóc na nich wstrzymanie dalszego wydawania singla z ich wersją.
Według relacji potwierdzonej przez Sama Phillipsa, producent RCA Steve Sholes zgodził się nie wydawać singla Presleya, dopóki popularnością cieszyła się piosenka Perkinsa.
W międzyczasie Elvis trzykrotnie zaśpiewał ją w telewizji. Po raz pierwszy 11 lutego 1956 r. na kanale CBS w programie Stage Show. Potem 17 marca w tym samym programie i 3 kwietnia w Milton Berle Show.
Blue Suede Shoe znalazło się też na pierwszym miejscu debiutanckiego albumu Elvisa, Elvis Presley, wydanym w marcu 1956 r. W tym samym miesiącu RCA wydała jeszcze dwie inne płyty z Blue Suede Shoe. Pierwszą był minialbum, a drugą jego rozszerzona wersja z ośmioma piosenkami.
W końcu 8 września wydano singiel Elvisa, jednak dotarł on jedynie do 20. miejsca listy przebojów.
W 1960 r. Presley ponownie nagrał Blue Suede Shoe na ścieżkę dźwiękową filmu Żołnierski blues. Była to jedna z niewielu sytuacji w karierze piosenkarza, kiedy zgodził się jeszcze raz nagrać tę samą piosenkę.

## Inni wybrani artyści, którzy nagrali utwór
- Buddy Holly
- Eddie Cochran
- Johnny Rivers
- Cat Mother & the All Night Newsboys
- Black Sabbath
- Plastic Ono Band, z John Lennon, Eric Clapton
- Jimi Hendrix
- Bruce Springsteen
- The Grateful Dead
- Jerry Lee Lewis
- Johnny Cash
- Pat Boone
- Merle Haggard
- Conway Twitty
- Bill Haley and His Comets
- The Beatles
- Paul McCartney, Eric Clapton, Robbie Robertson, Paul Shaffer
- Mary J. Blige
- Mountain
- Ten Years After
- Dave Clark 5
- Brian Setzer
- Albert King
- The Toy Dolls
- Dion DiMucci
- Lawrence Welk
- Krzysztof Krawczyk